# Nnamdi Azikiwe
Benjamin Nnamdi Azikiwe (Zungeru, 16 novembre 1904 – Enugu, 11 maggio 1996) è stato uno scrittore e politico nigeriano.

## Biografia
Fu il primo Presidente della Nigeria da quando ottenne l'indipendenza dal Regno Unito il 1º ottobre 1960; viene considerato uno dei maggiori difensori del panafricanismo.
Era conosciuto come Zik e viene considerato il fondatore del nazionalismo moderno nigeriano.

## Opere
- Zik (1961)
- My Odyssey: An Autobiography (1971) — ISBN 0-900966-26-2
- Renascent Africa (1973) — ISBN 0-7146-1744-X
- Liberia in World Politics (1931) — ISBN 0-8371-3774-8
- One hundred quotable quotes and poems of the Rt. Hon. Dr. Nnamdi Azikiwe (1966) — ISBN 978-2736-09-0